# HK Alfa
Hokejski klub Alfa je nekdanji slovenski hokejski klub iz ljubljanskega predmestja Vevče. 
V letu 2005 je klub pod imenom Športno društvo Alfa ustanovil Pavle Kavčič, eden najuspešnejših slovenskih hokejskih trenerjev. Moštvo v rumeno-modrih dresih se je v prvih dveh sezonah nastopanja v članski konkurenci, v sezonah 2005/06 in 2006/07, uvrstilo na četrto mesto v slovenskem državnem prvenstvu. V prvi sezoni je klub treniral Ted Sator, kasneje trener reprezentance Slovenije, na ledu pa je bil prvi igralec Tomaž Vnuk. V sezoni 2007/08 je klub nastopal pod imenom HK Alfa v modro-belih dresih. V državnem prvenstvu je takrat zasedel zadnje, 9. mesto. Leta 2009 je klub zaradi finančnih težav propadel.

## Znameniti hokejisti
Glej tudi Kategorija:Hokejisti HK Alfa.
- Milan Hafner
- Peter Rožič
- Tomaž Vnuk
- Bojan Zajc